# Palazzo Altoviti
Palazzo degli Altoviti era um palácio renascentista localizado onde hoje passa o Lungotevere degli Altoviti na altura da Piazza di Ponte Sant'Angelo, no rione Ponte de Roma. Pertencente à família florentina dos Altoviti, foi construído pelo banqueiro Bindo Altoviti em 1514 no quarteirão florentino da cidade, nas imediações da igreja San Giovanni dei Fiorentini, e demolido em 1888 durante as obras de regularização das margens do Tibre. Ali nasceu, em 1751, o arqueólogo Ennio Quirino Visconti. Ricamente decorado, suas obras atualmente estão dispersas por várias coleções.

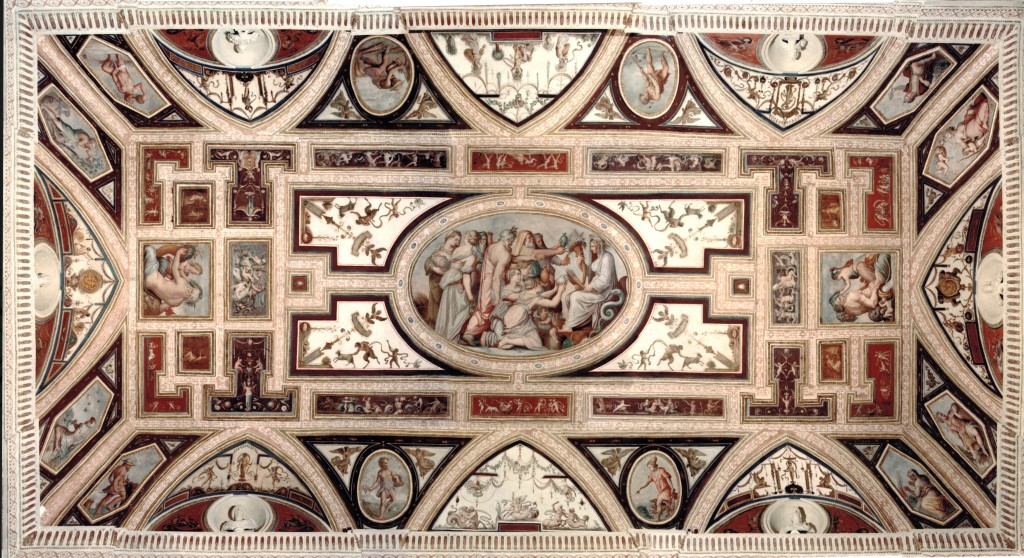
Teto de Giorgio Vasari atualmente no Palazzo Venezia.

Entre os artistas que trabalharam no edifício está Giorgio Vasari, um dos principais pintores florentinos e autor da obra "Vidas dos Mais Excelentes Pintores, Escultores e Arquitetos", a primeira obra moderna de história da arte. Um rico teto decorado por ele foi destacado e instalado, em 1932, no Palazzo Venezia. 
Os Altoviti eram proprietários também da Villa Altoviti, do outro lado do rio.